# Sainte-Thorette
Sainte-Thorette – miejscowość i gmina we Francji, w Regionie Centralnym, w departamencie Cher.
Według danych na rok 1990 gminę zamieszkiwało 426 osób, a gęstość zaludnienia wynosiła 16 osób/km² (wśród 1842 gmin Regionu Centralnego Sainte-Thorette plasuje się na 738. miejscu pod względem liczby ludności, natomiast pod względem powierzchni na miejscu 436.).